# Merla blava
La merla blava o pàssera a les Illes Balears (Monticola solitarius) és una espècie d'ocell de la família dels muscicàpids (Muscicapidae) que es troba a les contrades mediterrànies seques dels Països Catalans, on mostra una distribució discontínua.
El seu estat de conservació es considera de risc mínim.

## Morfologia
Té un aspecte general més rabassut que la merla i la resta de tords, amb la cua curta i el bec molt robust i relativament llarg. El mascle és de color gris blavós fosc, més blau a l'època nupcial, sense cap mena de taca al carpó; la femella és més grisa i poc blava, amb la cua negrosa.

## Ecologia
Penetra per les valls fluvials (sobretot la del Segre), però on ateny més altes densitats sembla que és a la terra baixa. Rebutja els terrenys plans i els relleus tabulars, on com a màxim habita en edificacions humanes. Les muntanyes abruptes, espadats, pedreres, roquissars i tarteres de caràcter termòfil són característiques importants que han de tindre les zones de distribució d'aquest túrdid. En aquest sentit, rebutja les localitats pirinenques de semblants característiques morfològiques però de caràcter més higròfil i criòfil, les quals són ocupades, tanmateix, per la merla roquera (Monticola saxatilis).
És tinguda com una espècie típicament sedentària als Països Catalans, per bé que s'observen moviments i davallades transhumants de les poblacions pirinenques.
Té costums solitaris, rarament es veu acompanyada d'altres espècimens si no és en el cas dels grups familiars. Salta molt hàbilment entre el rocam, on fàcilment s'amaga davant la presència dels depredadors, car és una espècie molt malfiada i tímida.
De règim principalment insectívor, captura hàbilment els artròpodes entre les pedres i al vol. Es coneix el cas d'un exemplar reproductor que s'havia habituat a caçar lepidòpters nocturns al costat d'un fanal, prop d'una instal·lació industrial (Baix Berguedà).
Té un cant melodiós, el qual emet des de llocs enlairats i amb bona vista. Presenta un vol de zel tot característic, que la porta a ascendir verticalment per a caure finalment amb les ales plegades, en el decurs del qual vol pot emetre també el cant. Cria a l'abril i maig, fent generalment una posta de cinc a set ous blavosos i amb taquetes.